# Belgische Schulen in Deutschland

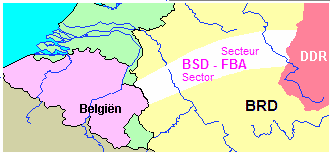
Der Stationierungsraum der belgischen Streitkräfte

Belgische Schulen in Deutschland beschreibt sämtliche Grund- und weiterführende Schulen, die nach dem Zweiten Weltkrieg in Deutschland gegründet wurden, als Belgien die Verwaltung eines Teils der Britischen Besatzungszone übertragen wurde. In einem schmalen Streifen in Nordrhein-Westfalen, der sich von Aachen über Köln, Soest, Siegen bis Büren erstreckte und ab 1952 noch bis Arolsen und Kassel in Hessen ausgedehnt wurde, stationierte Belgien seine Landstreitkräfte in Stärke eines Armeekorps. Ab 1955, als aus Besatzungssoldaten verbündete Stationierungsstreitkräfte geworden waren, wurden die Truppen in französischer Sprache als „Forces Belges en Allemagne“ (FBA), in niederländischer Sprache als „Belgische Strijdkrachten in Duitsland“ (BSD) bezeichnet. Ab 1960 wurden auch Schulen für die Angehörigen der belgischen Luftstreitkräfte gegründet, als das Land NIKE-Flugabwehrstellungen entlang des Niederrheins übernahm.

## Geschichte

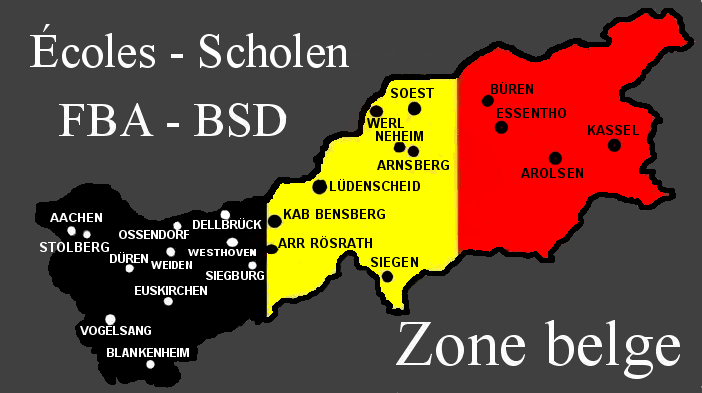
Belgische Schulen in Deutschland

Ende August 1946 richteten sich die ersten 170 belgischen Familien im kriegszerstörten Deutschland ein. Bereits ein Jahr später wurden eine Grundschule (französisch: Ecole fondamentale, niederländisch: Basis onderwijs) in Bad Godesberg und ein Gymnasium (französisch: Athénée royal, niederländisch: Koninklijk Atheneum) in Bad Honnef eröffnet. Ab 1950 wurde die Sekundarschule, die als Athénée royal Rösrath (ARR) eine mehr als fünfzigjährige Tradition aufbaute, in eine große Villa in Rösrath, im belgischen Sprachgebrauch „Château Venauen“ genannt, verlegt. Im Schuljahr 1965–1966 erfolgte die Trennung der Schüler nach Sprachgruppen. Die niederländische Abteilung zog ins Schloss Bensberg um und firmierte in der Folge als Koninklijk Atheneum Bensberg (KAB). ARR und KAB wurden damit zwei voneinander unabhängige Gymnasien.
Im Schuljahr 1966 besuchten rund 11 000 belgische Schüler die beiden Gymnasien und die 25 Grundschulen im Stationierungsgebiet. 1968 wurden zwei medizinisch-pädagogische Institute in Rodenkirchen (Köln) für die frankophonen und in Ichendorf (Bergheim) für die flämischen Schüler eröffnet. 1969 wurden bei FBA/BSD 21 287 Schüler gezählt. Am 1. September 1970 öffnete das Athénée royal in Düren (128 Schüler) sowie das Koninklijk Atheneum In Soest (204 Schüler) seine Pforten. Auch zwei Mittelschulen in Arnsberg (45 Schüler) und Essentho (74 Schüler) wurden gegründet. 1975 folgte noch ein staatliches Lyzeum (in französischer Sprache) in Siegen.

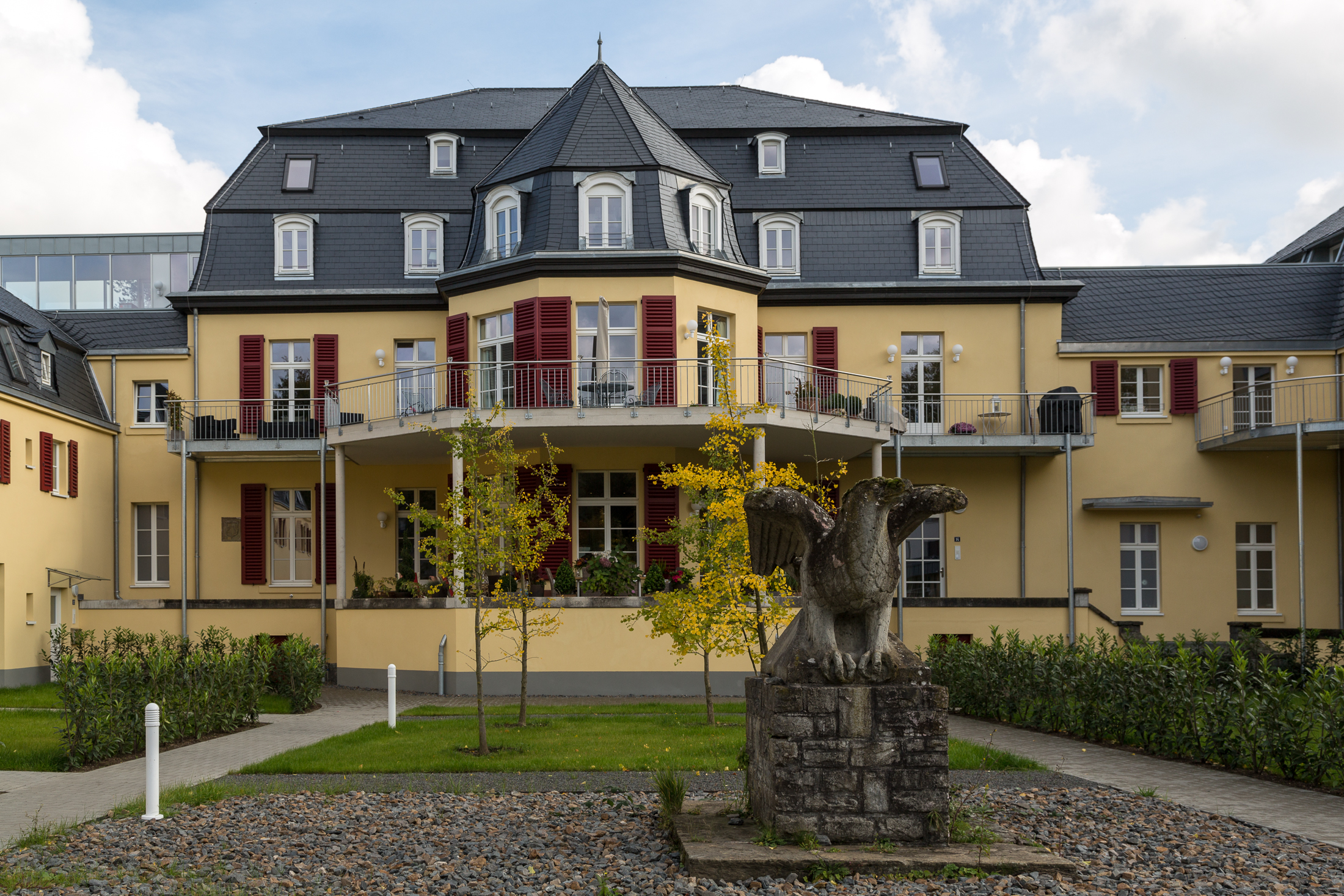
Château Venauen (ARR)

Nach dem Ende des Kalten Krieges fiel die Schülerzahl auf 11 620 und das Gymnasium in Arnsberg musste schließen; 1991 hat auch für das Athénée royal in Düren die letzte Glocke geschlagen. Zwar wurde noch das fünfzigjährige Jubiläum des belgischen Schulwesens in Deutschland gefeiert, aber bis 2002 wurden die belgischen Bataillone abgezogen oder aufgelöst und die Schulen geschlossen. Das traditionsreiche ARR schloss im Juni 2003 und als allerletzte Schule auf dem belgischen Truppenübungsplatz Vogelsang die dortige Grundschule im Jahre 2005.

## Liste der Schulen in Deutschland (46 Schulen)
Wichtigste Quelle ist die Wikipedia-Seite Écoles belges des FBA und die dortige „Liste des écoles fondamentales créées au sein des FBA“

### Hessen (4 Schulen)
| Ort        | Schule                | Eröffnet | Geschlossen | Bemerkungen                                                                    |
| ---------- | --------------------- | -------- | ----------- | ------------------------------------------------------------------------------ |
| Arolsen    | Ecole fondamentale    | 1952     | 2002        | 1952 Garnison von U.S. Army übernommen.                                        |
| Kassel     | Ecole fondamentale    | 1953     | 1969        | 1953 Garnison von U.S. Army übernommen, 1969 Garnison an Bundeswehr übergeben. |
| Korbach    | Basis onderwijs       | 1953     | 2002        |                                                                                |
| Volkmarsen | Rijksmiddelbareschool | 1972     | 2002        |                                                                                |

### Nordrhein-Westfalen (42 Schulen)
| Ort                 | Schule                        | Eröffnet | Geschlossen | Bemerkungen |
| ------------------- | ----------------------------- | -------- | ----------- | --- |
| Aachen              | Ecole fondamentale            | 1946     | 2002        | |
| Arnsberg            | Ecole fondamentale            | 1956     | 2002        | |
| Arnsberg            | Ecole moyenne/Lycée           | 1970     | 2002        | |
| Bad Godesberg       | Ecole fondamentale            | 1946     | 1951        | 1951 Verlegung der Schule nach Ossendorf (Köln). |
| Bad Honnef          | Athénée royal                 | 1947     | 1950        | In der Villa Thelen. 1950 Verlegung des Gymnasiums nach Rösrath. |
| Blankenheim         | Ecole fondamentale            | 1964     | 1989        | Für Personal der NIKE-Stellung Blankenheim (13e Wing Missiles). |
| Bensberg            | Ecole fondamentale            | 1946     | 2002        | 1950 Bezug eines Neubaus. |
| Bensberg            | Koninklijk Atheneum (KAB)     | 1965     | 2002        | Im Schloss Bensberg. |
| Brakel              | Basis onderwijs               | 1968     | 2002        | |
| Büren               | Ecole fondamentale            | 1963     | 2002        | In Haaren (Bad Wünnenberg). |
| Dellbrück (Köln)    | Ecole fondamentale            | 1948     | 1991        | Zunächst in von-Quandt-Straße, 1950 Bezug eines Neubaus. |
| Düren               | Ecole fondamentale            | 1952     | 1991        | 1964 Bezug eines Neubaus. |
| Düren               | Athénée royal                 | 1970     | 1991        | |
| Essentho            | Middenschool                  | 1970     | 2002        | |
| Euskirchen          | Ecole fondamentale            | 1946     | 1983        | 1953 Bezug eines Neubaus. Ab 1964 für Personal der NIKE-Stellung Billiger Wald (13e Wing Missiles).                                                                          |
| Goch                | Ecole fondamentale            | 1958     | 2002        | Zunächst auf der Basis RAF Laarbruch, Bezug eines Neubaus 1961. Für belgisches Personal im NATO-Luftverteidigungszentrum Combined Air Operations Centre 2 (CAOC 2) in Uedem. |
| Grevenbroich        | Basis onderwijs               | 1970     | 1985        | Für Personal der NIKE-Stellung Kapellen (13e Wing Missiles). |
| Ichendorf           | Medisch-pedagogisch instituut | 1968     | 2002        | |
| Junkersdorf (Köln)  | Ecole fondamentale            | 1955     | 2002        | Die Schule in Junkersdorf übernahm von Ecole fondamentale Weiden (Köln). |
| Kempen              | Basis onderwijs               | 1970     | 1984        | Für Personal der NIKE-Stellung Grefrath (13e Wing Missiles). |
| Lüdenscheid         | Ecole fondamentale            | 1948     | 2002        | |
| Mönchengladbach     | Ecole fondamentale            | 1953     | 2002        | Für belgisches Personal im NATO-JHQ Rheindahlen (NORTHAG, 2 ATAF). |
| Neheim              | Ecole fondamentale            | 1987     | 1992        | 1955 Bezug eines Neubaus. |
| Ossendorf (Köln)    | Ecole fondamentale            | 1951     | 2002        | 1946–1951 in Bad Godesberg. |
| Rheinbach           | Basis onderwijs               | 1951     | 1956        | 1956 Übergabe der Garnison an die Bundeswehr. |
| Rodenkirchen (Köln) | Institut médico-pédagoqique   | 1968     | 2002        | |
| Rösrath             | Ecole fondamentale            | 1964     | 2002        | Von 1950 bis 1964 wurden die Kinder des Lehrpersonals der ARR nach Bensberg zum Unterricht gefahren.                                                                         |
| Rösrath             | Athénée royal (ARR)           | 1950     | 2003        | In Château Venauen. |
| Siegburg            | Ecole fondamentale            | 1947     | 2002        | |
| Siegen              | Ecole fondamentale            | 1966     | 2002        | |
| Siegen              | Lycée d'état                  | 1975     | 2002        | |
| Soest               | Basis onderwijs               | 1947     | 2002        | |
| Soest               | Koninklijk Atheneum           | 1970     | 2002        | |
| Stolberg            | Ecole fondamentale            | 1953     | 1956        | 1956 Schließung der Garnison. |
| Troisdorf           | Basis onderwijs               | 1954     | 2002        | |
| Unna                | Basis onderwijs               | 1951     | 1955        | 1955 Übergabe der Garnison an die Bundeswehr. |
| Vogelsang           | Ecole fondamentale            | 1952     | 2005        | |
| Weiden (Köln)       | Ecole fondamentale            | 1947     | 1955        | Ecole fondamentale Junkersdorf (Köln) trat an die Stelle der Schule in Weiden.                                                                                               |
| Werdohl             | Basis onderwijs               | 1951     | 1955        | 1955 Schließung der Garnison. |
| Werl                | Ecole fondamentale            | 1947     | 1955        | 1955 Übergabe der Garnison an Kanada. |
| Westhoven (Köln)    | Ecole fondamentale            | 1952     | 2002        | 1953 Bezug eines Neubaus. |
| Xanten              | Basis onderwijs               | 1970     | 1985        | Für Personal der NIKE-Stellung Sonsbecker Berg (9e Wing Missiles). |